# 第53战斗机联队 (纳粹德国)
第53战斗机联队（德語：Jagdgeschwader 53，縮寫 JG 53），是隶属于纳粹德国空军的战斗机作战单位，常被稱為「黑桃A」（Pik As）。它在所有的德国战区服役，从西欧到东线，从挪威的北部高地到地中海。